# チュラニ・セレロ
チュラニ・セレロ（Thulani Caleeb Serero, 1990年4月11日 - ）は、南アフリカ共和国・ソウェト出身のサッカー選手。エールディヴィジ・フィテッセ所属。南アフリカ代表。ポジションはミッドフィールダー。
トゥラニ・セレーロとも表記される。

## 経歴
ソウェトのMapetlaに生まれ、地元のSenaoane Gunnersでキャリアを始めた。それからアヤックス・ケープタウンFCにスカウトされ、2008年にユースからトップチームへ昇格。2009-10シーズンにはクラブの若手最優秀選手に選ばれた。2010年夏に親クラブであるアヤックス・アムステルダムにインターンシップへ行き、2011年春に再び訪れた。その期間で獲得を検討させるほどのプレーを見せ、アヤックスは2011年4月に獲得を打診した。2010-11シーズン、ケープタウンでの最後の年は優勝を逃すも11ゴールを決め、南アフリカ共和国リーグ (PSL)の最優秀選手に選ばれた。

### アヤックス
2011年5月22日に2年＋オプション2年契約を結んだことが発表され、会見でセレロは夢が叶ったと語った。また、アヤックスへ移籍する際にスタントン・ルイス, デイロン・クラーセンと過去にケープタウンからアヤックスへ移籍を果たすも失敗に終わった2人から教訓を受け、スティーヴン・ピーナールとベニー・マッカーシーのように活躍したいと願った。
2011年8月7日のデ・フラーフスハップ戦に途中出場をし、正式にデビューをするも、その後の負傷により6試合に止まった。
2012年8月25日のNACブレダ戦で移籍後初ゴールを決め、ホームでの勝利に貢献した。1週間後のSCヘーレンフェーンで2ゴールを決めたが、レッドカードを提示され退場した。

### フィテッセ
2017年6月14日、フィテッセに3年契約で移籍した。

### アル・ジャジーラ
2019年8月、アル・ジャジーラ・クラブに移籍した。

### ホール・ファカン
2023年9月12日、ホール・ファカン・クラブに移籍した。

## 代表
エジプトで開催された2009 FIFA U-20ワールドカップに4試合出場。
2011年2月9日、ケニア戦で71分にバーナード・パーカーに代わり、南アフリカ代表デビューをした。2014年11月15日のアフリカネイションズカップ2015予選、スーダン戦で代表初得点を挙げた。

## タイトル
クラブ
アヤックス
- エールディヴィジ 2011-12, 2012-13, 2013-14
- ヨハン・クライフ・スハール 2013

アル・ジャジーラ
- UAEプロリーグ 2020-21

個人
- 南アフリカ共和国リーグ (PSL) Footballer of the Year
- PSL Player of the Season
- PSL Players' Player of the Season